# 法爾斯副鰍
法爾斯副鰍（學名：Paracobitis persa），為輻鰭魚綱鯉形目條鰍科副鰍屬的其中一種。分布於亞洲伊朗南部科爾盆地淡水流域，體長可達8.1公分，棲息在河川底層水域，生活習性不明。

## 扩展阅读
維基物種上的相關：法爾斯副鰍